# جيمس أوسكار ريان
جيمس أوسكار ريان (بالإنجليزية: James Wilfrid Ryan)‏ هو محامي وسياسي أمريكي، ولد في 16 أكتوبر 1858، وتوفي في 26 فبراير 1907. حزبياً، نشط في الحزب الديمقراطي. وقد انتخب عضو مجلس النواب الأمريكي.